# Cotinga de Daubenton
Cotinga cotinga
Espèce
Statut de conservation UICN

 LC  : Préoccupation mineure
Le Cotinga de Daubenton (Cotinga cotinga) ou cotinga à poitrine pourpre, est une espèce de passereaux de la famille des Cotingidae.
Le nom de cet oiseau commémore le naturaliste français Louis Jean-Marie Daubenton (1716-1799).
Il peuple le plateau des Guyanes (& régions avoisinantes du nord-ouest brésilien) et de manière plus éparse toute l'Amazonie.